# Публий Суфенат Вер
Публий Суфенат Вер (на латински: Publius Sufenas Verus) e политик и сенатор на Римската империя през 2 век.
През 129 – 132 г. той е легат пропретор на провинциите Ликия и Памфилия.
През 132 г. Суфенат Вер е суфектконсул заедно с Тиберий Клавдий Атик Херод.